# Romegoux
Romegoux – miejscowość i gmina we Francji, w regionie Nowa Akwitania, w departamencie Charente-Maritime.
Według danych na rok 1990 gminę zamieszkiwały 493 osoby, a gęstość zaludnienia wynosiła 37 osób/km² (wśród 1467 gmin regionu Poitou-Charentes Romegoux plasuje się na 560. miejscu pod względem liczby ludności, natomiast pod względem powierzchni na miejscu 665.).